# Flicka i röd hatt
Flicka i röd hatt är en oljemålning av Johannes Vermeer från 1665–1666.

## Beskrivning av bilden
Bilden är ett av Johannes Vermeers minsta verk, och den är målad på pannå snarare än på duk som var det vanliga för Vermeer. Den har ansetts vara en tronie snarare än ett porträtt.
Den föreställer är en flicka som vrider sig mot höger och ser rakt mot betraktaren. Målningen domineras av större sjok i två färger: en starkt röd för hatten och en blå för klänningen. En kritvit krage förstärker färgkontrasten. 
Bakom flickan syns en gobeläng på väggen.

## Möjlig pendang
Det har framförts en hypotes att Flicka med röd hatt har en pendang i Flicka med flöjt. De båda målningarna är lika stora och framställer liknande flickor i exotiska hattar under samma ljusförhållanden. De är också de enda av Vermeers kända verk som målats på pannå. De skulle därmed kunna vara avsedda att hänga tillsammans som pendanger.

## Proveniens
Troligen ägdes målningen först av Pieter van Ruijven i Delft till 1674 och därefter av hans änka Maria de Knuijt till 1681 och senare av dottern Magdalena van Ruijven och dennas man Jacob Dissius 1681–1682. Den senare ägde den tillsammans med sin far Alexander 1685–1694, varefter målningen såldes på auktion efter Dissius i Amsterdam i maj 1696.
Målningen såldes för en spottstyver vid försäljningen av konsthandlaren La Fontaines lager i Paris 1822 och köptes ett år senare av generalen och landskapsmålaren Louis Marie Baptiste Atthalin (1784–1856) i Colmar. Den ärvdes 1856 av systerns adoptivson Gaston Laurent-Atthalin i Limay i Seine-et-Oise. Efter dennes död 1911 innehades målningen av änkan i Paris till 1925. En intendent vid École Nationale des Beaux-Arts upptäckte den i hennes våning, och därmed blev en okänd Vermeer en världsnyhet. 
Konsthandeln Knoedler köpte den 1925 och sålde den samma år till finansministern Andrew W. Mellon. Den hänger nu i Andrew W. Mellon Collection i National Gallery of Art i Washington D.C.